# Attero
Attero, voorheen Essent Milieu, is een van oorsprong Nederlands afvalverwerkingsbedrijf. Attero verwerkt jaarlijks meer dan drie miljoen ton afvalstoffen. Het is eigendom van het Franse Ardian Infrastructure. De belangrijkste vestigingen bevinden zich in Wijster, Moerdijk en Wilp.

## Naam
Het bedrijf Attero heette oorspronkelijk 'Essent Milieu'. Vanwege privatisering van het moederbedrijf Essent door verkoop aan het Duitse RWE werd de naam per 1 januari 2010 gewijzigd.

## Eigenaren
Na de afsplitsing van 'Essent Milieu' van Essent in 2009 bleven de oorspronkelijke aandeelhouders eigenaar van Attero, omdat er te weinig geld voor het bedrijf werd geboden.
In 2013 werd Attero aan Waterland Private Equity Investments, een Nederlandse investeringsmaatschappij, verkocht voor € 170 miljoen. Afvalverwerking werd door de aandeelhouders niet meer beschouwd als strategische kernactiviteit van provincies en gemeenten. De opbrengst van de verkoop plus ongeveer € 5 miljoen aan rente kwam ten goede aan de voormalige aandeelhouders van Essent, zes provincies en ruim honderd gemeenten. Het grootste deel was voor de grootste aandeelhouder, de provincie Brabant.
In het jaar van de overname, 2013, leed Attero een verlies van € 67 miljoen vanwege een reorganisatie met bijzondere kosten ten bedrage van € 96 miljoen voor financiële en juridische adviseurs, herstructurering en afwaardering van de activa. Over 2014 keerde Attero € 183 miljoen aan dividend uit aan de nieuwe eigenaar Waterland.
In 2017 concludeerde de Zuidelijke Rekenkamer dat Attero overhaast was verkocht. Hoewel er niets onrechtmatigs was gebeurd, was de uitkomst van het verkoopproces beïnvloed door de timing en het tempo van de verkoop. Tijdens het onderzoek bleken archieven incompleet en verslagen te ontbreken.
In 2016 toonde een groep Chinese investeerders interesse in een overname van Attero voor mogelijk € 1 miljard. In 2018 verkocht Waterland het afvalbedrijf aan de Engelse investeerder 3i Infrastructure (50%) en het Duitse DWS (50%), de vermogensbeheerder van de Deutsche Bank, voor meer dan € 750 miljoen. 3i Infrastructure heeft de helft van het belang verkocht aan 3i Investments die daarmee de derde aandeelhouder is geworden met een kwart van de aandelen.
In 2023 maakte 3i Infrastructure bekend van het 25%-belang in Attero af te willen. Koper werd de Franse investeerder Ardian die zo'n € 215 miljoen betaalde. Ardian wil investeren in biogas uit organisch afval, ontwikkeling van zonnepanelen op gesloten stortplaatsen en faciliteiten creëren voor de opslag van koolstofdioxide.

## Activiteiten
Attero verwerkt afval en wint daaruit op industriële schaal grondstoffen terug of gebruikt restafval als bron voor de opwekking van duurzame energie. Ook composteert Attero groente-, fruit- en tuinafval (gft) en wint het energie uit de verwerking van afval. Daarnaast houdt het bedrijf zich bezig met dienstverlening aan gemeenten op het gebied van afvalinzameling en met de productie en handel in secundaire bouwstoffen.
Attero beschikt over een afvalenergiecentrale in Wijster (voorheen de VAM) en in Moerdijk (AZN). In 2011 nam Attero de Veluwse Afval Recycling (VAR) in Wilp volledig over. Daarnaast beschikt Attero over scheidings- en vergistingsinstallaties, diverse composteer- en vergistingsinstallaties en een groot aantal (voormalige) stortplaatsen.
Op jaarbasis verwerkt Attero ruim 3,5 miljoen ton afval, waarvan ongeveer 60% wordt verbrand.
Vanaf april 2016 gaat Attero’s afvalenergiecentrale in Wijster jaarlijks 30.000 ton afval van gemeenten in Norfolk County verwerken. Het contract heeft een looptijd van vier jaar en kan verlengd worden. Het is de eerste keer dat een Engelse gemeente een Nederlands afvalbedrijf kiest voor afvalverwerking. Sinds de introductie van een stortbelasting, is het voor Engelse gemeenten aantrekkelijker om het afval in het buitenland te laten verwerken dan te storten.